# Liste der Nationalstraßen in Dschibuti
Diese Liste zeigt die Straßen in Dschibuti auf. Es gibt zwei Typen von Straßen, zum ersten die Fernstraßen beginnend mit N und zum zweiten die Regionalstraßen beginnend mit R.

## Nationalstraßen
| Kurz | Name | Verlauf                                      | Länge  |
| ---- | ---- | -------------------------------------------- | ------ |
|      | RN1  | Dschibuti – Galafi – Grenze nach Äthiopien   | 220 km |
|      | RN2  | Dschibuti – Loyada – Grenze nach Somalia     | 25 km  |
|      | RN3  | Dschibuti – Plage de Doraleh                 | 15 km  |
|      | RN4  | RN1 – Arta                                   | 8 km   |
|      | RN5  | Dschibuti – Ali Sabieh                       | 100 km |
|      | RN6  | Dikhil – Kouta Bouyya                        | 50 km  |
|      | RN7  | RN6 – Yoboki                                 | 80 km  |
|      | RN8  | Yoboki – RN10                                | 50 km  |
|      | RN9  | RN1 – Tadjoura                               | 110 km |
|      | RN10 | RN9 – Assalmeer                              | 15 km  |
|      | RN11 | Assa Hougoud – Balho – Grenze nach Äthiopien | 120 km |
|      | RN12 | RN9 – Randa                                  | 40 km  |
|      | RN13 | RN11 – Assa Gaïla                            | 30 km  |
|      | RN14 | Tadjoura – Obock                             | 50 km  |
|      | RN15 | Obock – Rahayta – Grenze nach Eritrea        | 100 km |
|      | RN16 | Obock – Alaili Dadda – RN15                  | 100 km |

## Regionalstraßen
Die Regionalstraßen haben die Bezeichnung R.